# Lipa, Vrba na Koroškem
Lipa (nemško Lind ob Velden) je naselje v Občini Vrba na Koroškem v Okraju Beljak-dežela na Koroškem v Avstriji.